# Jipe

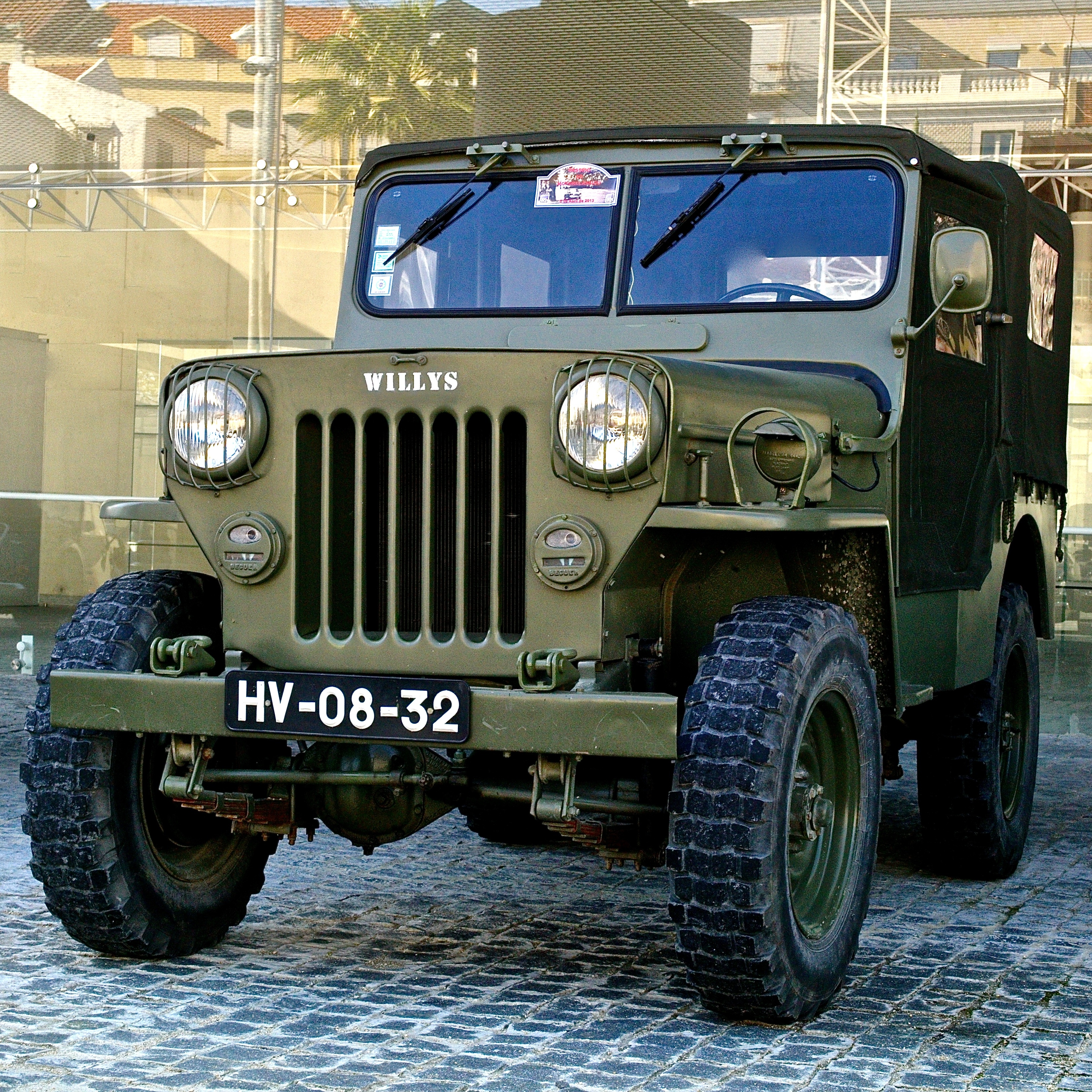
Jeep Willys.

Jipe é um tipo de automóvel destinado ao uso off road, em vias de regra esses veículos possuem entre eixos reduzidos, altura livre do solo elevada e tração nas quatro rodas. A palavra é um aportuguesamento do termo em inglês GP, que em português soa  Jeep, esta palavra significa General Purpose (Propósito Geral) que foi uma denominação dada para os veículos militares 4x4 da montadora Willys Overland, largamente empregados na Segunda Guerra Mundial pelos militares norte-americanos. No pós-guerra, a Willys criou versões civis do Jeep inaugurando esse segmento.
Normalmente, os modelos mais modernos atualmente são semelhantes a SUVs.